# Peter Fröjdfeldt
Peter Fröjdfeldt (født 14. november 1963) er en svensk fodbolddommer. Han har dømt kampe i blandt andet Champions League og UEFA-cupen. Han har f.eks dømt kvartfinalen i Champions League 2005-06 mellem Arsenal og Juventus, samt UEFA Cup finalen 2008.

## Kampe ved EM 2008 som hoveddommer
- Holland – Italien  (gruppespil)
- Tyrkiet – Tjekkiet  (gruppespil)
- Portugal – Tyskland  (kvartfinale)